# Bairdia gierloffi
Bairdia gierloffi är en kräftdjursart. Bairdia gierloffi ingår i släktet Bairdia och familjen Bairdiidae. Inga underarter finns listade.